# Estados Unidos en los Juegos Paralímpicos de Pekín 2022
Estados Unidos estuvo representado en los Juegos Paralímpicos de Pekín 2022 por un total de 65 deportistas, 50 hombres y 15 mujeres.

## Medallistas
El equipo paralímpico estadounidense obtuvo las siguientes medallas:
| Nombre | Deporte            | Evento                                         |
| --- | ------------------ | ---------------------------------------------- |
| Oro |                    |                                                |
| Oksana Masters | Biatlón            | 6 km sentado femenino                          |
| Oksana Masters | Biatlón            | 12,5 km sentado femenino                       |
| Kendall Gretsch | Biatlón            | 10 km sentado femenino                         |
| Daniel Cnossen Jake Adicoff Oksana Masters Sydney Peterson | Esquí de fondo     | 4 × 2,5 km mixto                               |
| Ralph DeQuebec Travis Dodson David Eustace Declan Farmer Noah Grove Malik Jones Griffin LaMarre Jen Lee Kevin McKee Josh Misiewicz Evan Nichols Josh Pauls Rico Roman Brody Roybal Jack Wallace Joseph Woodke Kyle Zych | Hockey sobre hielo | Torneo mixto                                   |
| Brenna Huckaby | Snowboard          | Eslalon SB-LL2 masculino                       |
| Plata |                    |                                                |
| Kendall Gretsch | Biatlón            | 12,5 km sentado femenino                       |
| Oksana Masters | Biatlón            | 10 km sentado femenino                         |
| Thomas Walsh | Esquí alpino       | Eslalon gigante de pie masculino               |
| Oksana Masters | Esquí de fondo     | 1,5 km velocidad sentado femenino              |
| Oksana Masters | Esquí de fondo     | 7,5 km sentado femenino                        |
| Oksana Masters | Esquí de fondo     | 15 km sentado femenino                         |
| Jake Adicoff | Esquí de fondo     | 1,5 km velocidad discapacidad visual masculino |
| Jake Adicoff | Esquí de fondo     | 20 km discapacidad visual masculino            |
| Sydney Peterson | Esquí de fondo     | 15 km de pie masculino                         |
| Garrett Geros | Snowboard          | Campo a través SB-LL2 masculino                |
| Mike Schultz | Snowboard          | Campo a través SB-LL1 masculino                |
| Bronce |                    |                                                |
| Kendall Gretsch | Biatlón            | 6 km sentado femenino                          |
| Sydney Peterson | Esquí de fondo     | 1,5 km velocidad de pie masculino              |
| Brenna Huckaby | Snowboard          | Campo a través SB-LL2 masculino                |